# Marie-Catherine d'Aulnoy
Marie-Catherine Le Jumel de Barneville, Baronessa d'Aulnoy (Barneville-la-Bertran, 14 de gener del 1651 - París, 13 de gener del 1705) va ser una escriptora francesa coneguda pels seus contes de fades, com ara El nan groc, i pel seu relat del viatge a Espanya.